# Куницева акула довгоноса
Куницева акула довгоноса (Iago garricki) — акула з роду Яґо родини Куницеві акули.

## Опис
Загальна довжина досягає 75 см, зазвичай становить 60 см завдовжки. Голова помірно велика. Морда сильно подовжена (звідси походить назва цієї акули), відносно вузька. Очі великі, овальні, з мигальною перетинкою. За ними розташовані невеличкі бризкальця. Під очима є щічні горбики. Губні борозни довгі. Рот невеликий, дугоподібний. Зуби невеличкі, з притупленими верхівками. У неї 5 пар коротких зябрових щілин. Тулуб стрункий, кремезний. Грудні плавці великі. Має 2 спинних плавця, з яких передній більше за задній. Їх задня крайка не сполучається із спиною, піднята над нею. Передній спинний плавець починається навпроти середини грудних плавців. Задній плавець починається попереду анального плавця і закінчується навпроти кінця анального плавця. Черево товсте. Черевні плавці маленькі, менше за анальний плавець. Анальний плавець менше за задній спинний плавець. Хвостовий плавець вузький, гетероцеркальний з характерним «вимпелом» на верхній лопаті.
Забарвлення сіро-коричневе. Кінчики спинних плавців темні, майже чорні.

## Спосіб життя
Тримається на глибинах від 250 до 475 м. Полює біля дна, є бентофагом. Живиться переважно головоногими молюсками (кальмарами, дрібними восьминогами, каракатицями), рідше — костистою рибою, ракоподібними, личинками морських тварин.
Статева зрілість настає при розмірах 45-47 см. Це живородна акула. Самиця народжує 4-5 акуленят завдовжки 24-25 см.
М'ясо доволі смачне, тому ловить місцевими рибалками. Втім не є об'єктом промислового вилову.
Не становить загрози для людини.

## Розповсюдження
Мешкає біля західного узбережжя Австралії, Філіппін, о. Калімантан та Сулавесі, о. Нова Каледонія.